# ویترونکتین
ویترونکتین (انگلیسی: Vitronectin) یک گلیکوپروتئین از خانواده هموپکسین‌ها است که به میزان فراوانی در ماتریکس برون‌یاخته‌ای و استخوان یافت می‌شود. این پروتئین در انسان توسط ژن «VTN» کُدگذاری می‌گردد.
ویترونکتین به نوعی اینتگرین به نام آلفا-وی بتا-۳ متصل می‌شود و بدین ترتیب، در اتصال سلولی و تحرک یاخته‌ها نقش دارد. این پروتئین همچنین از آسیب به غشاء سلولی توسط سامانه کمپلمان جلوگیری می‌کند و چندین نوع سرپین متصل می‌شود.
پژوهش‌ها نشان داده‌است که ویترونکتین در خون‌ایستی (هموستاز) و بدخیمیِ تومورها نقش دارد.

## بیشتر بخوانید
- Singh B, Su YC, Riesbeck K (2010). "Vitronectin in bacterial pathogenesis: a host protein used in complement escape and cellular invasion". Mol. Microbiol. 78 (3): 545–60. doi:10.1111/j.1365-2958.2010.07373.x. PMID 20807208.
- Singh B, Jalalvand F, Mörgelin M, Zipfel P, Blom AM, Riesbeck K (2011). "Haemophilus influenzae protein E recognizes the C-terminal domain of vitronectin and modulates the membrane attack complex". Mol. Microbiol. 81 (1): 80–98. doi:10.1111/j.1365-2958.2011.07678.x. PMID 21542857.
- Su YC, Jalalvand F, Mörgelin M, Blom AM, Singh B, Riesbeck K (2013). "Haemophilus influenzae acquires vitronectin via the ubiquitous Protein F to subvert host innate immunity". Mol. Microbiol. 87 (6): 1245–66. doi:10.1111/mmi.12164. PMID 23387957.